# Lucia Monteiro Casasanta
Lucia Casasanta (1908 - 1989) foi uma linguista e educadora brasileira. Atuou como professora de metodologia da linguagem em Belo Horizonte.

## Biografia
Lucia Monteiro Casasanta formou-se na Escola Normal Modelo de Belo Horizonte em 1925 e especializou-se em metodologia da linguagem entre os anos de 1927 e 1929 no Teacher’s College da Universidade de Columbia, aprendendo nesta época sobre Psicologia, Sociologia e Metodologia da Leitura. Em 1929 a 1946 foi uma das professoras fundadoras da Escola de Aperfeiçoamento de Minas Gerais, tendo fundamental ajuda de Helena Antipoff, coordenadora do Laboratório de Psicologia da Escola de Aperfeiçoamento.
Ensinava Metodologia da Língua Pátria, sendo a principal responsável pela divulgação dos pressupostos do método global no Brasil. Acreditava que os métodos de leitura eram divididos em dois: os métodos de orientação sintética (alfabéticos, fonéticos e silábicos) e métodos de orientação analítica ou global, assim denominados por partirem de determinados conjuntos, sentenças, frases, palavras. Tal teoria da aprendizagem é fundamentada nas pesquisas feitas por Decroly, onde a aprendizagem da leitura tem de considerar a “totalidade” da percepção visual da criança como marcha natural de seu desenvolvimento psicológico, além da motivação, do uso de jogos e interesse da criança. 
Além disso, Lucia Casasanta também teve como suporte as pesquisas realizadas por Alfred Binet, Theodore Simon, Helena Antipoff e as alunas / mestras, nas Classes Anexas da Escola de Aperfeiçoamento. A educadora aprofundou as pesquisas e demonstrou a superioridade do método global dos contos: conto, setenciação, porção de sentido, palavração e silabação.
Faleceu em 1989.

## Contribuições
Em 1954, Lucia Casasanta publica a coleção didática As mais belas histórias e pré-livro Os três porquinhos, sendo este publicado  ininterruptamente até 1994. Aposentou-se em 1977 como professora do Curso de Pedagogia do Instituto de Educação de Minas Gerais. Entre 1963 e 1977 foi membro do Conselho Estadual de Educação de Minas Gerais e do Conselho Estadual de Cultura de Minas Gerais em 1978 e 1980. Fundou a primeira Clínica de Leitura e Linguagem na cidade de Belo Horizonte em 1974, buscando pesquisar e auxiliar alunos com dificuldades de aprendizagem na leitura e escrita.

### Livros
- A neta da galinha ruiva
- As mais belas histórias
- Guia do mestre para a aplicação das leituras intermediarias.
- Guia Língua Pátria, linguagem oral, leitura, gramática, composição, ortografia e escrita